# Campionatul Mondial de Fotbal 2018 Grupa D
Grupa D de la Campionatul Mondial de Fotbal 2018 a avut loc în perioada 16-26 iunie 2018. Grupa a constat din Argentina, Islanda, Croația, și Nigeria. Clasate pe primele două locuri, Croația și Argentina au avansat în runda optimilor. 

### Echipe
| Poziția tragerii | Echipa    | Bol | Confederația | Metoda calificării                     | Data calificării  | Apariții în turneul final | Ultima apariție               | Cea mai bună performanță                       | Clasamentul FIFA | Clasamentul FIFA |
| Poziția tragerii | Echipa    | Bol | Confederația | Metoda calificării                     | Data calificării  | Apariții în turneul final | Ultima apariție               | Cea mai bună performanță                       | octombrie 2017   | iunie 2018       |
| ---------------- | --------- | --- | ------------ | -------------------------------------- | ----------------- | ------------------------- | ----------------------------- | ---------------------------------------------- | ---------------- | ---------------- |
| D1               | Argentina | 1   | CONMEBOL     | Locul 3 CONMEBOL Round Robin           | 10 octombrie 2017 | 17                        | 2014 (Locul 2)                | Câștigători (1978, 1986)                       | 4                | 5                |
| D2               | Islanda   | 3   | UEFA         | Câștigători UEFA Grupa I               | 9 octombrie 2017  | 1                         | —                             | —                                              | 21               | 22               |
| D3               | Croația   | 2   | UEFA         | Câștigători UEFA Runda secundă         | 12 noiembrie 2017 | 5                         | 2014 (Faza grupelor)          | Locul trei (1998)                              | 18               | 20               |
| D4               | Nigeria   | 4   | CAF          | Câștigătorii CAF a treia rundă Grupa B | 7 octombrie 2017  | 6                         | 2014 (Runda șaisprezecimilor) | (Faza grupelor) (1978, 1998, 1994, 1998, 2014) | 41               | 48               |

Note
1. ↑  Clasamentul din octombrie 2017 a fost folosit pentru tragerea la sorți.

## Clasament
| Loc | Echipa        | MJ | V | E | Î | GM | GP | DG | Pct | Calificare                      |
| --- | ------------- | -- | - | - | - | -- | -- | -- | --- | ------------------------------- |
| 1   | Croația (A)   | 3  | 3 | 0 | 0 | 7  | 1  | +6 | 9   | Avansează în Runda eliminatorie |
| 2   | Argentina (A) | 3  | 1 | 1 | 1 | 3  | 5  | −2 | 4   | Avansează în Runda eliminatorie |
| 3   | Nigeria (E)   | 3  | 1 | 0 | 2 | 3  | 4  | −1 | 3   |                                 |
| 4   | Islanda (E)   | 3  | 0 | 1 | 2 | 3  | 4  | −1 | 1   |                                 |

## Meciurile
Toate orele sunt listate la ora Rusiei.

### Argentina vs Islanda
Cele două echipe nu s-au întâlnit niciodată înainte.
| Argentina  | 1–1    | Islanda         |
| ---------- | ------ | --------------- |
| Agüero 19' | Report | Finnbogason 23' |

| Argentina | Islanda |

| GK             | 23 | Willy Caballero    |  |     |
| RB             | 18 | Eduardo Salvio     |  |     |
| CB             | 17 | Nicolás Otamendi   |  |     |
| CB             | 16 | Marcos Rojo        |  |     |
| LB             | 3  | Nicolás Tagliafico |  |     |
| CM             | 14 | Javier Mascherano  |  |     |
| CM             | 5  | Lucas Biglia       |  | 54' |
| RW             | 13 | Maximiliano Meza   |  | 84' |
| AM             | 10 | Lionel Messi (c)   |  |     |
| LW             | 11 | Ángel Di María     |  | 75' |
| CF             | 19 | Sergio Agüero      |  |     |
| Schimbări:     |    |                    |  |     |
| MF             | 7  | Éver Banega        |  | 54' |
| MF             | 22 | Cristian Pavón     |  | 75' |
| FW             | 9  | Gonzalo Higuaín    |  | 84' |
| Manager:       |    |                    |  |     |
| Jorge Sampaoli |    |                    |  |     |

| GK                  | 1  | Hannes Þór Halldórsson     |  |     |
| RB                  | 2  | Birkir Már Sævarsson       |  |     |
| CB                  | 14 | Kári Árnason               |  |     |
| CB                  | 6  | Ragnar Sigurðsson          |  |     |
| LB                  | 18 | Hörður Björgvin Magnússon  |  |     |
| DM                  | 10 | Gylfi Sigurðsson           |  |     |
| CM                  | 17 | Aron Gunnarsson (c)        |  | 76' |
| CM                  | 20 | Emil Hallfreðsson          |  |     |
| RW                  | 7  | Jóhann Berg Guðmundsson    |  | 63' |
| LW                  | 8  | Birkir Bjarnason           |  |     |
| CF                  | 11 | Alfreð Finnbogason         |  | 89' |
| Schimbări:          |    |                            |  |     |
| MF                  | 19 | Rúrik Gíslason             |  | 63' |
| DF                  | 23 | Ari Freyr Skúlason         |  | 76' |
| FW                  | 9  | Björn Bergmann Sigurðarson |  | 89' |
| Manager:            |    |                            |  |     |
| Heimir Hallgrímsson |    |                            |  |     |

| Omul meciului: Hannes Þór Halldórsson (Iceland) Arbitrii asistenți: Pawel Sokolnicki (Polonia) Tomasz Listkiewicz (Polonia) Al patrulea oficial: Wilmar Roldán (Columbia) Al cincelea oficial: Alexander Guzmán (Columbia) Arbitru asistent video: Mark Geiger (Statele Unite) Arbitrii asistenți ai arbitrului video: Paweł Gil (Polonia) Joe Fletcher (Canada) Gery Vargas (Bolivia) |

### Croația vs Nigeria
Cele două echipe nu s-au întâlnit niciodată înainte.
| Croația                            | 2–0    | Nigeria |
| ---------------------------------- | ------ | ------- |
| Etebo 32' (aut.) Modrić 71' (pen.) | Report |         |

| Croația | Nigeria |

| GK           | 23 | Danijel Subašić  |     |     |
| RB           | 2  | Šime Vrsaljko    |     |     |
| CB           | 21 | Domagoj Vida     |     |     |
| CB           | 6  | Dejan Lovren     |     |     |
| LB           | 3  | Ivan Strinić     |     |     |
| CM           | 7  | Ivan Rakitić     | 30' |     |
| CM           | 10 | Luka Modrić (c)  |     |     |
| RW           | 18 | Ante Rebić       |     | 78' |
| AM           | 9  | Andrej Kramarić  |     | 60' |
| LW           | 4  | Ivan Perišić     |     |     |
| CF           | 17 | Mario Mandžukić  |     | 86' |
| Schimbări:   |    |                  |     |     |
| MF           | 11 | Marcelo Brozović | 89' | 60' |
| MF           | 8  | Mateo Kovačić    |     | 78' |
| FW           | 20 | Marko Pjaca      |     | 86' |
| Manager:     |    |                  |     |     |
| Zlatko Dalić |    |                  |     |     |

| GK          | 23 | Francis Uzoho        |     |     |
| RB          | 12 | Shehu Abdullahi      |     |     |
| CB          | 6  | Leon Balogun         |     |     |
| CB          | 5  | William Troost-Ekong | 70' |     |
| LB          | 2  | Brian Idowu          |     |     |
| CM          | 4  | Wilfred Ndidi        |     |     |
| CM          | 8  | Oghenekaro Etebo     |     |     |
| RW          | 11 | Victor Moses         |     |     |
| AM          | 10 | John Obi Mikel (c)   |     | 88' |
| LW          | 18 | Alex Iwobi           |     | 62' |
| CF          | 9  | Odion Ighalo         |     | 72' |
| Schimbări:  |    |                      |     |     |
| FW          | 7  | Ahmed Musa           |     | 62' |
| FW          | 14 | Kelechi Iheanacho    |     | 72' |
| FW          | 13 | Simeon Nwankwo       |     | 88' |
| Manager:    |    |                      |     |     |
| Gernot Rohr |    |                      |     |     |

| Omul meciului: Luka Modrić (Croația) Arbitrii asistenți:' Emerson de Carvalho (Brazilia) Marcelo Van Gasse (Brazilia) Al patrulea oficial: Antonio Mateu Lahoz (Spania) Al cincelea oficial: Pau Cebrián Devís (Spania) Arbitru asistent video: Daniele Orsato (Italia) Arbitrii asistenți ai arbitrului video: Wilton Sampaio (Brazilia) Carlos Astroza (Chile) Artur Soares Dias (Portugalia) |

### Argentina vs Croația
Cele două echipe s-au întâlnit în patru meciuri, inclusiv un joc la Campionatul Mondial de Fotbal 1998, cu victoria Argentinei cu 1–0.
| Argentina | 0–3    | Croația                            |
| --------- | ------ | ---------------------------------- |
|           | Report | Rebić 53' Modrić 80' Rakitić 90+1' |

| Argentina | Croația |

| GK             | 23 | Willy Caballero    |     |     |
| CB             | 2  | Gabriel Mercado    | 51' |     |
| CB             | 17 | Nicolás Otamendi   | 85' |     |
| CB             | 3  | Nicolás Tagliafico |     |     |
| RM             | 18 | Eduardo Salvio     |     | 56' |
| CM             | 14 | Javier Mascherano  |     |     |
| CM             | 15 | Enzo Pérez         |     | 68' |
| LM             | 8  | Marcos Acuña       | 87' |     |
| RF             | 10 | Lionel Messi (c)   |     |     |
| CF             | 19 | Sergio Agüero      |     | 54' |
| LF             | 13 | Maximiliano Meza   |     |     |
| Schimbări:     |    |                    |     |     |
| FW             | 9  | Gonzalo Higuaín    |     | 54' |
| MF             | 22 | Cristian Pavón     |     | 56' |
| FW             | 21 | Paulo Dybala       |     | 68' |
| Manager:       |    |                    |     |     |
| Jorge Sampaoli |    |                    |     |     |

| GK           | 23 | Danijel Subašić  |       |       |
| RB           | 2  | Šime Vrsaljko    | 67'   |       |
| CB           | 6  | Dejan Lovren     |       |       |
| CB           | 21 | Domagoj Vida     |       |       |
| LB           | 3  | Ivan Strinić     |       |       |
| CM           | 7  | Ivan Rakitić     |       |       |
| CM           | 11 | Marcelo Brozović | 90+4' |       |
| RW           | 18 | Ante Rebić       | 39'   | 57'   |
| AM           | 10 | Luka Modrić (c)  |       |       |
| LW           | 4  | Ivan Perišić     |       | 82'   |
| CF           | 17 | Mario Mandžukić  | 58'   | 90+3' |
| Schimbări:   |    |                  |       |       |
| FW           | 9  | Andrej Kramarić  |       | 57'   |
| MF           | 8  | Mateo Kovačić    |       | 82'   |
| DF           | 5  | Vedran Ćorluka   |       | 90+3' |
| Manager:     |    |                  |       |       |
| Zlatko Dalić |    |                  |       |       |

| Omul meciului: Luka Modrić (Croația) Arbitrii asistenți: Abdukhamidullo Rasulov (Uzbekistan) Jakhongir Saidov (Uzbekistan) Al patrulea oficial: Norbert Hauata (Tahiti) Al cincelea oficial: Bertrand Brial (Noua Caledonie) Arbitru asistent video: Felix Zwayer (Germania) Arbitrii asistenți ai arbitrului video: Bastian Dankert (Germania) Corey Rockwell (Statele Unite) Danny Makkelie (Olanda) |

### Nigeria vs Islanda
Cele două echipe s-au întâlnit doar o singură dată, un joc amical în 1981, câștigat de Islanda cu 3-0.
| Nigeria       | 2–0    | Islanda |
| ------------- | ------ | ------- |
| Musa 49', 75' | Report |         |

| Nigeria | Islanda |

| GK          | 23 | Francis Uzoho        |     |     |
| CB          | 22 | Kenneth Omeruo       |     |     |
| CB          | 5  | William Troost-Ekong |     |     |
| CB          | 6  | Leon Balogun         |     |     |
| DM          | 10 | John Obi Mikel (c)   |     |     |
| CM          | 8  | Oghenekaro Etebo     |     | 90' |
| CM          | 4  | Wilfred Ndidi        |     |     |
| RW          | 11 | Victor Moses         |     |     |
| LW          | 2  | Brian Idowu          | 44' | 46' |
| CF          | 7  | Ahmed Musa           |     |     |
| CF          | 14 | Kelechi Iheanacho    |     | 85' |
| Schimbări:  |    |                      |     |     |
| DF          | 21 | Tyronne Ebuehi       |     | 46' |
| FW          | 9  | Odion Ighalo         |     | 85' |
| FW          | 18 | Alex Iwobi           |     | 90' |
| Manager:    |    |                      |     |     |
| Gernot Rohr |    |                      |     |     |

| GK                  | 1  | Hannes Þór Halldórsson     |  |     |
| RB                  | 2  | Birkir Már Sævarsson       |  |     |
| CB                  | 14 | Kári Árnason               |  |     |
| CB                  | 6  | Ragnar Sigurðsson          |  | 65' |
| LB                  | 18 | Hörður Björgvin Magnússon  |  |     |
| RM                  | 19 | Rúrik Gíslason             |  |     |
| CM                  | 17 | Aron Gunnarsson (c)        |  | 87' |
| CM                  | 10 | Gylfi Sigurðsson           |  |     |
| LM                  | 8  | Birkir Bjarnason           |  |     |
| CF                  | 22 | Jón Daði Böðvarsson        |  | 71' |
| CF                  | 11 | Alfreð Finnbogason         |  |     |
| Schimbări:          |    |                            |  |     |
| DF                  | 5  | Sverrir Ingi Ingason       |  | 65' |
| FW                  | 9  | Björn Bergmann Sigurðarson |  | 71' |
| DF                  | 23 | Ari Freyr Skúlason         |  | 87' |
| Manager:            |    |                            |  |     |
| Heimir Hallgrímsson |    |                            |  |     |

| Omul meciului: Ahmed Musa (Nigeria) Arbitri asistenți: Simon Lount (Noua Zeelandă) Tevita Makasini (Tonga) Al patrulea oficial: Ricardo Montero (Costa Rica) Al cincelea oficial: Hiroshi Yamauchi (Japonia) Arbitru asistent video: Massimiliano Irrati (Italia) Arbitrii asistenți ai arbitrului video: Paweł Gil (Polonia) Elenito Di Liberatore (Italia) Gianluca Rocchi (Italia) |

### Nigeria vs Argentina
Cele două echipe s-au întâlnit în opt meciuri, inclusiv patru jocuri la Campionatul Mondial de Fotbal, în 1994, 2002, 2010 și 2014, toate câștigate de Argentina.
| Nigeria          | 1–2    | Argentina          |
| ---------------- | ------ | ------------------ |
| Moses 51' (pen.) | Report | Messi 14' Rojo 87' |

| Nigeria | Argentina |

| GK          | 23 | Francis Uzoho        |       |       |
| CB          | 6  | Leon Balogun         | 32'   |       |
| CB          | 5  | William Troost-Ekong |       |       |
| CB          | 22 | Kenneth Omeruo       |       | 90'   |
| DM          | 10 | John Obi Mikel (c)   | 90+1' |       |
| CM          | 8  | Oghenekaro Etebo     |       |       |
| CM          | 4  | Wilfred Ndidi        |       |       |
| RW          | 11 | Victor Moses         |       |       |
| LW          | 2  | Brian Idowu          |       |       |
| CF          | 7  | Ahmed Musa           |       | 90+2' |
| CF          | 14 | Kelechi Iheanacho    |       | 46'   |
| Schimbări:  |    |                      |       |       |
| FW          | 9  | Odion Ighalo         |       | 46'   |
| FW          | 18 | Alex Iwobi           |       | 90'   |
| FW          | 14 | Simeon Nwankwo       |       | 90+2' |
| Manager:    |    |                      |       |       |
| Gernot Rohr |    |                      |       |       |

| GK             | 12 | Franco Armani      |       |     |
| RB             | 2  | Gabriel Mercado    |       |     |
| CB             | 17 | Nicolás Otamendi   |       |     |
| CB             | 16 | Marcos Rojo        |       |     |
| LB             | 3  | Nicolás Tagliafico |       | 80' |
| RM             | 15 | Enzo Pérez         |       | 61' |
| CM             | 14 | Javier Mascherano  | 49'   |     |
| CM             | 7  | Éver Banega        | 64'   |     |
| LM             | 11 | Ángel Di María     |       | 72' |
| CF             | 10 | Lionel Messi (c)   | 90+4' |     |
| CF             | 9  | Gonzalo Higuaín    |       |     |
| Schimbări:     |    |                    |       |     |
| MF             | 22 | Cristian Pavón     |       | 61' |
| MF             | 13 | Maximiliano Meza   |       | 72' |
| FW             | 19 | Sergio Agüero      |       | 80' |
| Manager:       |    |                    |       |     |
| Jorge Sampaoli |    |                    |       |     |

| Omul meciului: Lionel Messi (Argentina) Arbitri asistenți: Bahattin Duran (Turcia) Tarık Ongun (Turcia) Al patrulea oficial: Björn Kuipers (Olanda) Al cincelea oficial: Sander van Roekel (Olanda) Arbitru asistent video: Daniele Orsato (Italia) Arbitrii asistenți ai arbitrului video: Paweł Gil (Polonia) Paweł Sokolnicki (Polonia) Massimiliano Irrati (Italia) |

### Islanda vs Croația
Cele două echipe s-au întâlnit în șase meciuri, cel mai recent în 2017 pentru calificările pentru Campionatul Mondial FIFA 2018, care s-a încheiat cu victoria Islandei cu 1 – 0.
| Islanda                  | 1–2    | Croația                |
| ------------------------ | ------ | ---------------------- |
| G. Sigurðsson 76' (pen.) | Report | Badelj 53' Perišić 90' |

| Islanda | Croația |

| GK                  | 1  | Hannes Þór Halldórsson     |     |     |
| RB                  | 2  | Birkir Már Sævarsson       | 84' |     |
| CB                  | 5  | Sverrir Ingi Ingason       |     |     |
| CB                  | 6  | Ragnar Sigurðsson          |     | 70' |
| LB                  | 18 | Hörður Björgvin Magnússon  |     |     |
| CM                  | 17 | Aron Gunnarsson (c)        |     |     |
| CM                  | 20 | Emil Hallfreðsson          | 59' |     |
| RW                  | 7  | Jóhann Berg Guðmundsson    |     |     |
| AM                  | 10 | Gylfi Sigurðsson           |     |     |
| LW                  | 8  | Birkir Bjarnason           |     | 90' |
| CF                  | 11 | Alfreð Finnbogason         | 64' | 85' |
| Schimbări:          |    |                            |     |     |
| FW                  | 9  | Björn Bergmann Sigurðarson |     | 70' |
| MF                  | 4  | Albert Guðmundsson         |     | 85' |
| MF                  | 21 | Arnór Ingvi Traustason     |     | 90' |
| Manager:            |    |                            |     |     |
| Heimir Hallgrímsson |    |                            |     |     |

| GK           | 12 | Lovre Kalinić   |     |     |
| RB           | 13 | Tin Jedvaj      | 83' |     |
| CB           | 5  | Vedran Ćorluka  |     |     |
| CB           | 15 | Duje Ćaleta-Car |     |     |
| LB           | 22 | Josip Pivarić   |     |     |
| CM           | 10 | Luka Modrić (c) |     | 65' |
| CM           | 19 | Milan Badelj    |     |     |
| RW           | 20 | Marko Pjaca     | 14' | 70' |
| AM           | 8  | Mateo Kovačić   |     | 81' |
| LW           | 4  | Ivan Perišić    |     |     |
| CF           | 9  | Andrej Kramarić |     |     |
| Schimbări:   |    |                 |     |     |
| MF           | 14 | Filip Bradarić  |     | 65' |
| DF           | 6  | Dejan Lovren    |     | 70' |
| MF           | 7  | Ivan Rakitić    |     | 81' |
| Manager:     |    |                 |     |     |
| Zlatko Dalić |    |                 |     |     |

| Omul meciului: Milan Badelj (Croatia) Arbitri asistenți: Pau Cebrián Devís (Spania) Roberto Díaz Pérez (Spania) Al patrulea oficial: John Pitti (Panama) Al cincelea oficial: Gabriel Victoria (Panama) Arbitru asistent video: Paolo Valeri (Italia) Arbitrii asistenți ai arbitrului video: Gery Vargas (Bolivia) Elenito Di Liberatore (Italia) Felix Zwayer (Germania) |

## Disciplină
Puncte de fair-play, care sunt folosite ca tie-break în cazul în care înregistrările generale și cap-la-cap ale echipelor sunt egale, sunt calculate pe baza cartonașelor galbene și roșii primite în toate meciurile din grupă după cum urmează: 
- Primul cartonaș galben: minus 1 punct;
- Indirect cartonaș roșu (al doilea cartonaș galben): minus 3 puncte;
- Cartonaș roșu direct: minus 4 puncte;
- Cartonaș galben și un cartonaș roșu direct: minus 5 puncte;

Doar una dintre penalizările de mai sus se aplică unui jucător într-un singur meci.
| Echipa    | Meciul 1        | Meciul 1                               | Meciul 1      | Meciul 1                        | Meciul 2        | Meciul 2                               | Meciul 2      | Meciul 2                        | Meciul 3        | Meciul 3                               | Meciul 3      | Meciul 3                        | Puncte |
| Echipa    | Cartonaș galben | Cartonaș galben · Cartonaș galben-roșu | Cartonaș roșu | Cartonaș galben · Cartonaș roșu | Cartonaș galben | Cartonaș galben · Cartonaș galben-roșu | Cartonaș roșu | Cartonaș galben · Cartonaș roșu | Cartonaș galben | Cartonaș galben · Cartonaș galben-roșu | Cartonaș roșu | Cartonaș galben · Cartonaș roșu | Puncte |
| --------- | --------------- | -------------------------------------- | ------------- | ------------------------------- | --------------- | -------------------------------------- | ------------- | ------------------------------- | --------------- | -------------------------------------- | ------------- | ------------------------------- | ------ |
| Islanda   |                 |                                        |               |                                 |                 |                                        |               |                                 | 3               |                                        |               |                                 | −3     |
| Nigeria   | 1               |                                        |               |                                 | 1               |                                        |               |                                 | 2               |                                        |               |                                 | −4     |
| Argentina |                 |                                        |               |                                 | 3               |                                        |               |                                 | 3               |                                        |               |                                 | −6     |
| Croația   | 2               |                                        |               |                                 | 4               |                                        |               |                                 | 2               |                                        |               |                                 | −8     |

## Legături externe
- 2018 FIFA World Cup Grupa D Arhivat în 11 aprilie 2018, la Wayback Machine., FIFA.com